# Liste des députés européens de Finlande de la 5e législature

Cet article présente la liste des députés européens de Finlande pour la mandature 1999-2004, élus lors des élections européennes de 1999 en Finlande.

## Députés européens élus en 1999
| Nom                        | Parti | Parti                           | Groupe politique | Groupe politique |
| -------------------------- | ----- | ------------------------------- | ---------------- | ---------------- |
| Heidi Hautala              |       | Ligue verte                     |                  | Verts/ALE        |
| Ulpu Iivari                |       | Parti social-démocrate          |                  | PSE              |
| Piia-Noora Kauppi          |       | Parti de la coalition nationale |                  | PPE-DE           |
| Eija-Riitta Korhola        |       | Chrétiens-démocrates            |                  | PPE-DE           |
| Marjo Matikainen-Kallström |       | Parti de la coalition nationale |                  | PPE-DE           |
| Riitta Myller              |       | Parti social-démocrate          |                  | PSE              |
| Reino Paasilinna           |       | Parti social-démocrate          |                  | PSE              |
| Mikko Pesälä               |       | Parti du centre                 |                  | ELDR             |
| Samuli Pohjamo             |       | Parti du centre                 |                  | ELDR             |
| Esko Seppänen              |       | Alliance de gauche              |                  | GUE/NGL          |
| Ilkka Suominen             |       | Parti de la coalition nationale |                  | PPE-DE           |
| Astrid Thors               |       | Parti populaire suédois         |                  | ELDR             |
| Paavo Väyrynen             |       | Parti du centre                 |                  | ELDR             |
| Ari Vatanen                |       | Parti de la coalition nationale |                  | PPE-DE           |
| Kyösti Virrankoski         |       | Parti du centre                 |                  | ELDR             |
| Matti Wuori                |       | Ligue verte                     |                  | Verts/ALE        |

## Entrants/Sortants
| Entrant      | Parti | Parti       | Groupe | Groupe    | En remplacement de | Date         | Motif                      |
| ------------ | ----- | ----------- | ------ | --------- | ------------------ | ------------ | -------------------------- |
| Uma Aaltonen |       | Ligue verte |        | Verts/ALE | Heidi Hautala      | 7 avril 2003 | Élue députée à l'Eduskunta |